# Anna Marie Luisa Medicejská
Anna Marie Luisa Medicejská (5. června 1667, palác Pitti, Florencie, Itálie – 18. února 1743 tamtéž) byla poslední členka vládnoucí toskánské větve rodu Medicejů a po sňatku s Janem Vilémem Falckým i kurfiřtka falcká. Její smrtí rod roku 1743 vymřel po přeslici (po meči vymřel již roku 1737 smrtí jejího bratra Giana Gastona).
Anna Marie Luisa byla patronkou umělců, podobně jako její starší bratr Ferdinand, a vytvořila velkou sbírku uměleckých předmětů, které se nacházejí například v galleria degli Uffizi, jejím rodném paláci Pitti nebo v některých honosných domech, které po smrti bratra Giana Gastona zdědila. Po sňatku s falckým kurfiřtem se též stala patronkou hudby a díky finanční podpoře mnohých hudebníků si u falckého dvora vysloužila dobrou pověst.

## Život

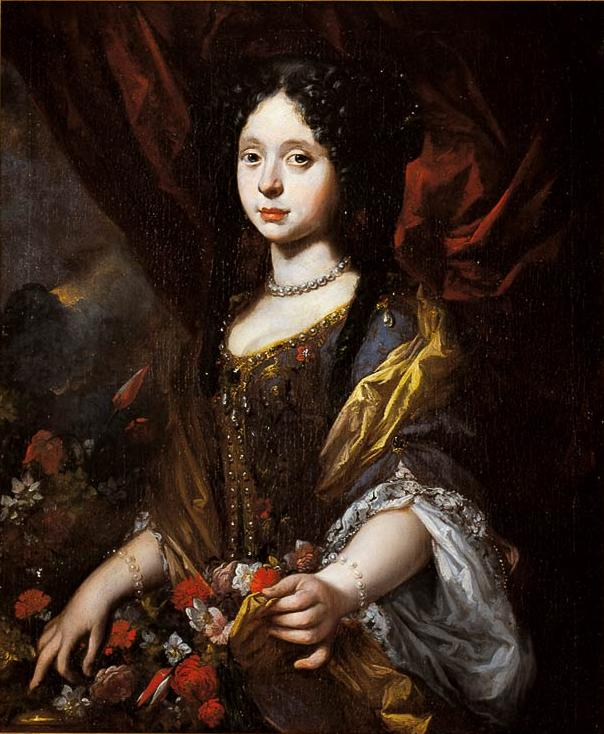
Portrét Anny Marie Luisy z roku 1682 nebo 1683

Narodila se jako jediná dcera Cosima III. Medicejského z nešťastného manželství s Markétou Luisou Orleánskou, neteří francouzského krále Ludvíka XIII. Kombinací bezdětných sourozenců a toho, že Annin manžel měl syfilis, bylo již dopředu předpokládáno, že Medicejové s touto generací vymřou. Roku 1735 byl tak jako dědic medicejského bohatství jmenován František Štěpán Lotrinský, budoucí manžel Marie Terezie.

### Mládí
Ačkoliv se Markéta Luisa Orleánská, manželka Cosima III. Medicejského, usilovně snažila vyvolat potrat ježděním na koni, na svět nakonec 5. června 1667 přišla zdravá dcera, pojmenovaná Anna Marie Luisa. Narodila se jako druhé dítě a jediná dcera tohoto páru a jméno získala díky své tetě Anně Marii Luise Orleánské (dcera Annina děda Gastona z prvního manželství).
Manželství Cosima a Markéty Luisy bylo nešťastné již od počátku a Markéta nevynechala příležitost, aby nenáviděného manžela ponížila. Při setkání s nunciem ho dokonce označila jako „chudého ženicha“, což bylo v 18. století nepřípustné. Vše skončilo až 26. prosince 1674, kdy Cosimo souhlasil s odchodem své manželky a s jejím návratem do rodné Francie, konkrétně do kostela Saint-Pierre de Montmartre. Markéta Luisa získala důchod v podobě 80 000 livrejí a v červnu 1675 Itálii opustila. Tehdy viděla osmiletá Anna Marie Luisa svoji matku naposledy. Nadále mladou velkovévodkyni vychovávala babička Viktorie della Rovere (ačkoliv i sám Cosimo měl se svojí dcerou velmi dobrý vztah).

### Kurfiřtka falcká
Anna Marie Luisa byla potenciální manželkou pro Ludvíka Francouzského, Velkého dauphina, ale jejímu otci se myšlenka na manželství s Francouzem příčila a místo toho tak pro svoji dceru navrhl jiného ženicha: Petra Portugalského. Sňatek se ale nakonec neuskutečnil proto, že Petrovi poradci se obávali, že Anna Marie Luisa získala povahu po matce a přinesla by rodině jen potíže. Současní historikové se ale přiklání k tomu, že Anna zdědila své povahové vlastnosti spíše po svém otci a babičce Viktorii.
Po odmítání ze strany Španělska, Portugalska, Francie, Sardinie i císaře Leopolda Cosimo navrhl jako možného manžela falckého kurfiřta Jana Viléma. Jakub II. Stuart navrhl i svého švagra Františka II. Modenského, bratra Jakubovy manželky Marie Beatrice, kterého ale Anna odmítla, jakožto člověka pro dceru velkovévody málo urozeného. V únoru 1691 Jan Vilém obdržel od císaře titul „Královská Výsost“ a ještě toho roku bylo rozhodnuto, že právě on se stane manželem Anny Marie Luisy. Pár byl oddán 29. dubna 1691. Velkovévodova jediná dcera byla popisována jako vysoká, černovlasá dívka s krásnou pletí, velkýma a výraznýma očima a plnými rty.
6. května 1691 se Anna, v doprovodu bratra Giana Gastona, přesunula do Düsseldorfu, hlavního sídla Jana Viléma. Příjezd to ale nebyl příliš šťastný, protože kraj decimovala válka o falcké dědictví, během níž francouzský král Ludvík XIV. ve jménu bratra Filipa I. Orleánského napadl Falc.
Již rok po svatbě, roku 1692, byla Anna Marie těhotná, načež ale potratila. Obecně se předpokládá, že krátce po svatbě se od svého manžela nakazila syfilidou a neporodila tedy svému muži žádné potomky. Bez ohledu na to, manželství Jana Viléma a Anny Marie bylo harmonické. Kurfiřtka trávila většinu svého času bály, hudebními koncerty a dalšími společenskými událostmi. Finančně podporovala hudebníky, například Agostina Steffaniho, čímž udělala z Düsseldorfu světové centrum hudby.
Roku 1697 přesvědčil Cosimo Annu, aby pro svého mladšího bratra Giana Gastona uspořádala svatbu v Düsseldorfu. Anna Marie Luisa skutečně obřad začala připravovat a 2. července toho roku si Gian Gaston vzal za manželku Annu Marii Františku Toskánskou, dědičku toskánského velkovévodství. Manželství ale příliš šťastné nebylo a oba manželé nakonec žili samostatný život.
Ještě toho roku, kdy Anna Marie Luisa připravovala bratrovu svatbu, byla uzavřena smlouva z Rijswijku, která ukončila válku o falcké dědictví. Francouzská vojska se tedy z Falce stáhla a Jan Vilém získal navíc i hrabství Megen. V kombinaci s předchozím zrušením ediktu nantského, který zaručoval protestantům stejná práva jako katolíkům, se do Falce přesunulo asi 2000 francouzských hugenotů. Roku 1705 pak Jan Vilém vydal Religionsdeklaration, deklaraci zajišťující náboženskou svobodu.

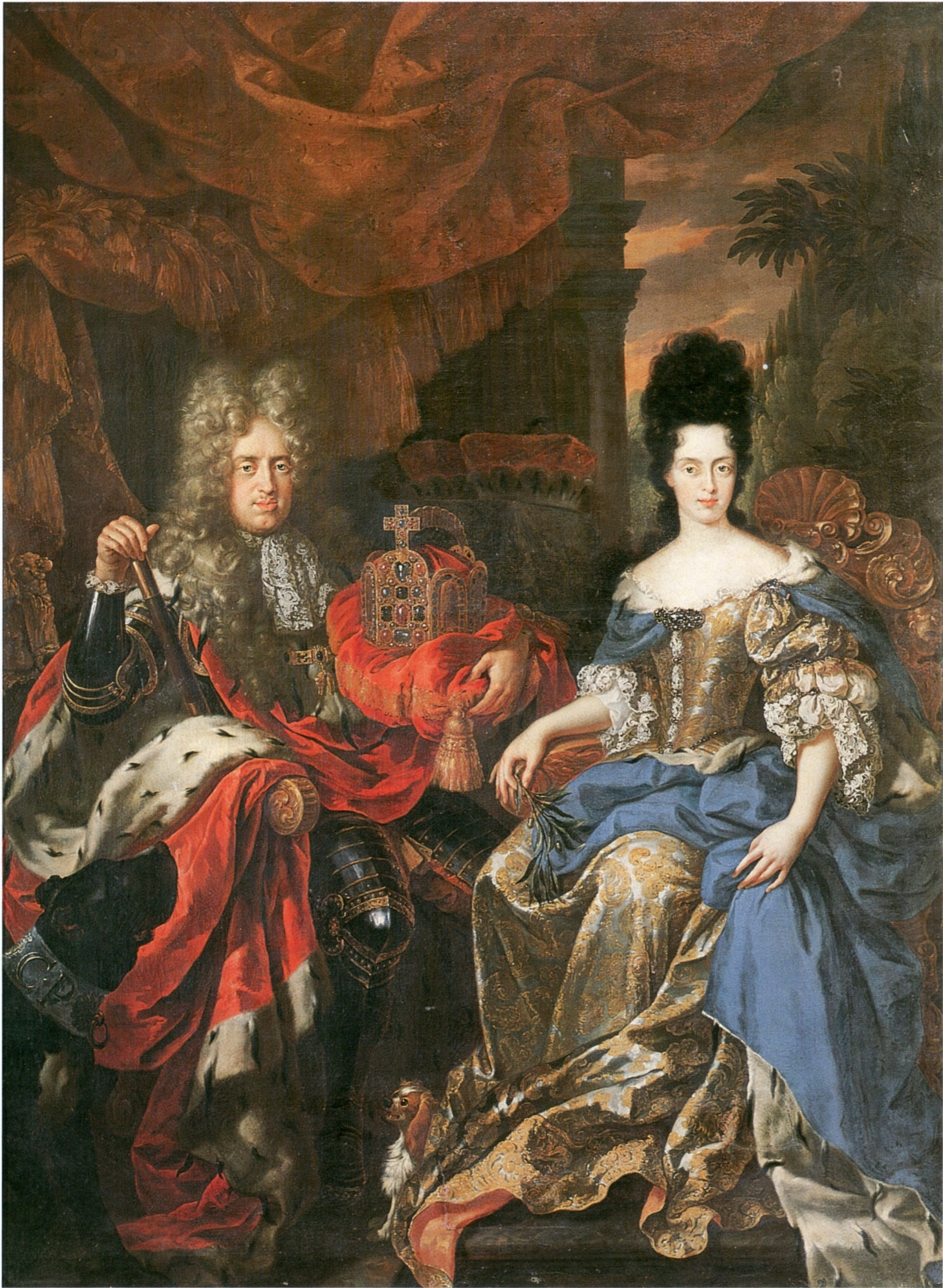
Jan Vilém Falcký a Anna Marie Luisa na malbě Jana Franse van Douvena

### Dědictví Medicejů
Cosimo III. se (v případě vymření mužské linie) snažil zajistit Anně Marii Luise možnost zdědění Toskánska i se všemi tituly, u ostatních panovníků a šlechticů se ale setkal s velkou nevolí. Na chvíli tedy celá věc utichla, než se stala ještě naléhavější: Cosimův bratr, kardinál František Maria, byl zproštěn své přísahy a donucen k sňatku s Eleonorou Luisou Gonzagovou. Když dva roky po sňatku, roku 1711, zemřel bez potomků, vzdali se Medicejští všech nadějí na pokračování rodu.
Dva roky po smrti Františka Marii zemřel i Annin starší bratr Ferdinand, načež Cosimo v Toskánském zákonodárném senátu vyhlásil, že pokud on i jeho mladší syn Gian Gaston zemřou dříve než Anna, zdědí Toskánsko ona. Císař Karel VI. zuřil a tvrdil, že jelikož bylo velkovévodství pod jeho ochranou, měl jen on sám výsadu změnit posloupnost následnictví. Na Toskánsko se rozhodla uplatnit svůj nárok i Alžběta Parmská, manželka španělského krále Filipa V. a především pravnučka Markéty Medicejské. V květnu 1716 Karel VI., který názor na věc neustále měnil, vyhlásil, že uzná Annin nárok na velkovévodství, ale až poté, co se dohodnou na tom, jaký panovnický rod bude dědit po její smrti. V červnu 1717 tak Cosimo navrhl, že vhodnými následníky by mohli být Estenští, ale další rok císař modenské Esteny jako nástupce odmítl.

### Vdovství a smrt

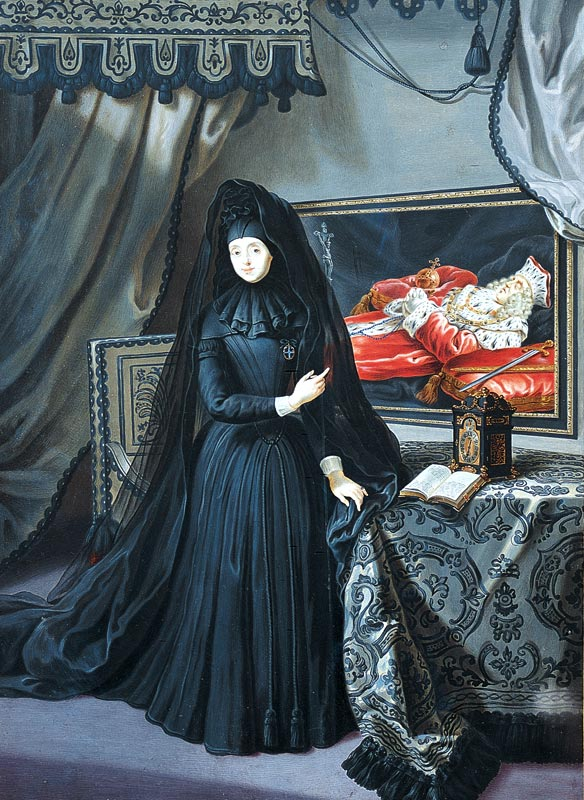
Anna Marie Luisa jako vdova ve smutečním šatu

Kurfiřt Jan Vilém zemřel v červnu roku 1716 a v říjnu následujícího roku se vdova Anna Marie Luisa rozhodla vrátit do rodné Florencie.
4. dubna 1718 Anglie, Francie a Spojené provincie nizozemské prohlásily za dědice Toskánska Karla, nejstaršího potomka španělského krále Filipa V. a jeho druhé manželky Alžběty Parmské. Anna Marie Luisa tedy ztratila veškeré tituly a značné bohatství, taktéž její otec Cosimo ztratil prakticky veškerý vliv. Když zemře Markéta Luisa, její cennosti mají putovat k jejím dětem, nakonec je ale dostane Alžběta Tereza Lotrinská, její vzdálená příbuzná.
Několik dní před svojí smrtí se Cosimo III. ještě pokusí zvrátit posloupnost dědictví Toskánska v Annin prospěch, což ale evropské velmoci zcela ignorují a jeho snahy jsou bezvýsledné. Po jeho smrti velkovévodství zdědil Gian Gaston, Annin bezdětný bratr, u něhož se ani nepředpokládala možnost mít ještě nějaké potomky: především kvůli jeho homosexualitě. Sourozenci spolu ale příliš nevycházeli, protože Gian Gaston byl stále ještě na svoji sestru naštvaný kvůli nepodařenému manželství, které dohodla, a Anna neměla ráda bratrovu liberální politiku (šlo například o zrušení antisemitských zákonů, které zavedl jejich otec). Jejich spory skončily Anniným odchodem z paláce Pitti do soukromé vily, kterou nechala zrekonstruovat a zútulnit.
Navzdory špatným vztahům mezi Annou a vdovou po jejím starším bratrovi, Violantou Beatricí Bavorskou, se obě ženy pokoušely udržet velkovévodství nad vodou. Gian Gaston nebyl sice špatným vládcem, ale jen málokdy se ukazoval mezi lidmi, což vedlo k rozšíření klepů o tom, že je vlastně mrtvý. Obě ho tedy nutily k pořádání společenských událostí a účastnění se jich.
Během války o polské následnictví, roku 1736, byl dědic Toskánska Karel III. z velkovévodství vyhnán a na místo následníka Giana Gastona se dostal lotrinský vévoda František III. (Toskánsku vládl jako František II.), známý spíše jako manžel Marie Terezie František I. Štěpán. O rok později Gian Gaston zemřel a František tak mohl začít vládnout Toskánsku. Než se ale mohl dostavit, byla Anna nabídnuta jako možná regentka, což nakonec odmítl.
Lotrinští byli mezi zdejšími lidmi velmi nepopulární, ale umožnili Anně dožít ve vlastním křídle paláce Pitti. 18. února 1743 jako pětasedmdesátiletá zemřela. Velkou část jejího majetku zdědil markýz Rinuccini, který radil jejímu otci Cosimovi během vládnutí. Byla pohřbena v Medicejské kapli v bazilice San Lorenzo.

## Vývod z předků
|                               |                              |  |                   |                                  |  |  |  |  |  |  |  | Ferdinand I. Medicejský |
|                               |                              |  |                   |                                  |  |  |  |  |  |  |  |                         |
|                               | Cosimo II. Medicejský        |  |                   |                                  |  |  |  |  |  |  |  |                         |
|                               |                              |  |                   |                                  |  |  |  |  |  |  |  |                         |
|                               |                              |  |                   | Kristina Lotrinská               |  |  |  |  |  |  |  |                         |
|                               |                              |  |                   |                                  |  |  |  |  |  |  |  |                         |
|                               | Ferdinand II. Medicejský     |  |                   |                                  |  |  |  |  |  |  |  |                         |
|                               |                              |  |                   |                                  |  |  |  |  |  |  |  |                         |
|                               |                              |  |                   | Karel II. Štýrský                |  |  |  |  |  |  |  |                         |
|                               |                              |  |                   |                                  |  |  |  |  |  |  |  |                         |
|                               | Marie Magdalena Habsburská   |  |                   |                                  |  |  |  |  |  |  |  |                         |
|                               |                              |  |                   |                                  |  |  |  |  |  |  |  |                         |
|                               |                              |  |                   | Marie Anna Bavorská              |  |  |  |  |  |  |  |                         |
|                               |                              |  |                   |                                  |  |  |  |  |  |  |  |                         |
|                               | Cosimo III. Medicejský       |  |                   |                                  |  |  |  |  |  |  |  |                         |
|                               |                              |  |                   |                                  |  |  |  |  |  |  |  |                         |
|                               |                              |  |                   | František Maria II. della Rovere |  |  |  |  |  |  |  |                         |
|                               |                              |  |                   |                                  |  |  |  |  |  |  |  |                         |
|                               | Federico Ubaldo della Rovere |  |                   |                                  |  |  |  |  |  |  |  |                         |
|                               |                              |  |                   |                                  |  |  |  |  |  |  |  |                         |
|                               |                              |  |                   | Livia della Rovere               |  |  |  |  |  |  |  |                         |
|                               |                              |  |                   |                                  |  |  |  |  |  |  |  |                         |
|                               | Viktorie della Rovere        |  |                   |                                  |  |  |  |  |  |  |  |                         |
|                               |                              |  |                   |                                  |  |  |  |  |  |  |  |                         |
|                               |                              |  |                   | Ferdinand I. Medicejský          |  |  |  |  |  |  |  |                         |
|                               |                              |  |                   |                                  |  |  |  |  |  |  |  |                         |
|                               | Klaudie Medicejská           |  |                   |                                  |  |  |  |  |  |  |  |                         |
|                               |                              |  |                   |                                  |  |  |  |  |  |  |  |                         |
|                               |                              |  |                   | Kristina Lotrinská               |  |  |  |  |  |  |  |                         |
|                               |                              |  |                   |                                  |  |  |  |  |  |  |  |                         |
| 'Anna Marie Luisa Medicejská' |                              |  |                   |                                  |  |  |  |  |  |  |  |                         |
|                               |                              |  |                   |                                  |  |  |  |  |  |  |  |                         |
|                               |                              |  | Antonín Navarrský |                                  |  |  |  |  |  |  |  |                         |
|                               |                              |  |                   |                                  |  |  |  |  |  |  |  |                         |
|                               | Jindřich IV. Francouzský     |  |                   |                                  |  |  |  |  |  |  |  |                         |
|                               |                              |  |                   |                                  |  |  |  |  |  |  |  |                         |
|                               |                              |  |                   | Jana III. Navarrská              |  |  |  |  |  |  |  |                         |
|                               |                              |  |                   |                                  |  |  |  |  |  |  |  |                         |
|                               | Gaston Orleánský             |  |                   |                                  |  |  |  |  |  |  |  |                         |
|                               |                              |  |                   |                                  |  |  |  |  |  |  |  |                         |
|                               |                              |  |                   | František I. Medicejský          |  |  |  |  |  |  |  |                         |
|                               |                              |  |                   |                                  |  |  |  |  |  |  |  |                         |
|                               | Marie Medicejská             |  |                   |                                  |  |  |  |  |  |  |  |                         |
|                               |                              |  |                   |                                  |  |  |  |  |  |  |  |                         |
|                               |                              |  |                   | Johana Habsburská                |  |  |  |  |  |  |  |                         |
|                               |                              |  |                   |                                  |  |  |  |  |  |  |  |                         |
|                               | Markéta Luisa Orleánská      |  |                   |                                  |  |  |  |  |  |  |  |                         |
|                               |                              |  |                   |                                  |  |  |  |  |  |  |  |                         |
|                               |                              |  |                   | Karel III. Lotrinský             |  |  |  |  |  |  |  |                         |
|                               |                              |  |                   |                                  |  |  |  |  |  |  |  |                         |
|                               | František II. Lotrinský      |  |                   |                                  |  |  |  |  |  |  |  |                         |
|                               |                              |  |                   |                                  |  |  |  |  |  |  |  |                         |
|                               |                              |  |                   | Claude Francouzská               |  |  |  |  |  |  |  |                         |
|                               |                              |  |                   |                                  |  |  |  |  |  |  |  |                         |
|                               | Markéta Lotrinská            |  |                   |                                  |  |  |  |  |  |  |  |                         |
|                               |                              |  |                   |                                  |  |  |  |  |  |  |  |                         |
|                               |                              |  |                   | Pavel ze Salmu                   |  |  |  |  |  |  |  |                         |
|                               |                              |  |                   |                                  |  |  |  |  |  |  |  |                         |
|                               | Kristýna ze Salmu            |  |                   |                                  |  |  |  |  |  |  |  |                         |
|                               |                              |  |                   |                                  |  |  |  |  |  |  |  |                         |
|                               |                              |  |                   | Marie Le Veneur                  |  |  |  |  |  |  |  |                         |
|                               |                              |  |                   |                                  |  |  |  |  |  |  |  |                         |